# 정찬우 (아나운서)
정찬우(鄭贊雨, 1980년 10월 28일 ~)는 대한민국의 아나운서 스포츠 캐스터다.
2006년 6월 CJ미디어 엑스포츠에 입사하였다. 2006년 WWE 중계로 데뷔하였고,이후 2007~2008년 메이저 리그, 프로농구, 당구 등의 스포츠캐스터로 활약하였다.
2010년 수퍼액션 UFC, 2011년 XTM WWE 러, 2012년 MBC 스포츠플러스 메이저 리그 캐스터로 일했으며,
2012년부터 IB 스포츠에서 일본프로야구 중계, WWE 러를 중계하고 있다. 2016년부터 skySports에서 KBO리그를 중계하고 있다.

## 방송활동
- WWE 프로레슬링 중계 - XTM, FX, IB 스포츠
- MLB (메이저 리그) 중계 - (2006~2008) 엑스포츠, (2012) MBC 스포츠플러스
- KBL (프로농구) 중계 - (2008~현재) 엑스포츠, SPOTV
- KBO (KBO 리그) 중계 (2010~) - IB 스포츠, skySports
- UFC (UFC) 중계 - (2010~2011)수퍼액션
- NPB (이대호 출전경기) 중계 - (2014~)
- 원 챔피언십 중계 - JTBC3 폭스 스포츠
- 기타 IB 스포츠경기 중계

## 학력
- 서울송중초등학교
- 신일중학교
- 신일고등학교
- 성균관대학교 신문방송학과

## 인터뷰 , 기사
- 2009년 10월14일 '성민수의 라스트라운드' 인터뷰

## 참조
1. ↑  네이버 프로필